# Elymus angulatus
Elymus angulatus är en gräsart som beskrevs av Jan Svatopluk Presl. Elymus angulatus ingår i släktet elmar, och familjen gräs. Inga underarter finns listade i Catalogue of Life.